# Josef Kostohryz
Josef Kostohryz (auch Zdena Hadrbolcová) (* 25. Dezember 1907 in Křenovice; † 24. Mai 1987 in Prag), war tschechischer Schriftsteller und Übersetzer.

## Leben
Als Sohn eines Bauern studierte er nach dem Abitur 1927 Philosophie, tschechisch und französisch an der Philosophischen Fakultät der Prager Universität. Danach lehrte er an einer Realschule. Nach dem Erhalt eines Stipendiums arbeitete Kostohryz als tschechischer Lektor am Institut für Osteuropa in Rom.
1936 kehrte er zurück und unterrichtete bis 1945 an einem Prager Gymnasium. Danach erhielt er eine Stellung beim Informationsministerium und ab 1949 war er Leiter der Prager Nationalgalerie. 1951 wurde er verhaftet und ein Jahr wegen angeblichen Landesverrats zu einer lebenslangen Freiheitsstrafe verurteilt. Nach der Haftentlassung 1963 arbeitete er als Übersetzer. 1990 wurde er rehabilitiert.

## Werke
Seit 1927 schrieb er für periodisch erscheinende Publikationen wie Studentenzeitschrift (Studentský časopis), Volkszeitung (Lidové noviny), Řád (Glied), Lumír, Literatur- und Kunstumschau (Rozhledy po literatuře a umění), Erneuerung (Obnova), Hausgast (Host do domu), Katholische Zeitung (Katolické noviny).
Außer eigenen Werken übersetzte er aus der französischen, italienischen, englischen, polnischen, spanischen und Deutschen Sprache.

### Belletristik
- Prameny ústí, 1934
- Rekviem, 1944
- Ať zkamení, 1946
- Jednorožec mizí, 1969
- Přísný obraz, 1970
- Paraple paní Černé (1975)
- Eumenidy, 1981 (München)
- Strmá nenaděj, 1987 Selbstverlag
- Melancholie, 1991

### Übersetzungen
- Simone de Beauvoir: Deuxieme sexe, Prag 1966

### Sonstige Veröffentlichungen
- Paraple paní Černé, 1975, Kriminalroman.

### Sammelbände
Strmá nenaděj (1994)

## Bibliographie
- Slovník českých spisovatelů od roku 1945, Nakl Brána, Prag 1995

siehe auch Liste tschechischer Schriftsteller